# Catherine Jeandel
Catherine Jeandel, née le 29 janvier 1957, est une océanologue géochimiste française.
Directrice de recherche au CNRS, elle est rattachée au Laboratoire d'études en géophysique et océanographie spatiales (LEGOS), où elle étudie la géochimie marine pour comprendre les changements liés à l'activité humaine. Elle s'intéresse notamment aux interactions continents-océans.

## Biographie
Initiée pendant son enfance au milieu marin en Bretagne Nord, elle surmonte son peu d'attrait pour les mathématiques pour réaliser son rêve de devenir océnaologue. Elle est élève à l'École normale supérieure de Sèvres de 1977 à 1982 (1977 S),. 
Elle effectue sa thèse et son post-doctorat en géochimie marine puis elle intègre le CNRS en 1981 et est attachée de recherche jusqu'en 1985 à l'Institut de physique du globe. Elle passe trois ans à l'Observatoire géologique Lamont Doherty à l'université Columbia, à l'issue desquels elle est recrutée par le CNRS en 1985 et intègre le Laboratoire d'études en géophysique et océanographie spatiales (LEGOS, UMR 5566) en 1985. Elle est promue directrice de recherche au CNRS en 2007 au CNRS. Elle effectue plusieurs campagnes en mer, avec une équipe de scientifiques pluridisciplinaires pour échantillonner des particules, extraire puis, de retour au laboratoire, analyser au spectromètre de masse des traceurs chimiques. Elle a initié avec Mireille Polvé Isotraces, le réseau des utilisateurs et utilisatrices de spectrométrie de masse. Elle coordonne de 2007 à 2011 un projet mondial d'exploration géochimique des mers nommé Geotraces.

## Activités institutionnelles et éditoriales
Elle est l'une des initiatrices toulousaines du Train du climat qui sillonne la France en 2015, à l'occasion de la COP21,. Elle est également l'une des signataires du texte à l'origine du collectif de scientifiques Labos 1point5, cherchant a réduire leur empreinte environnementale.  
Elle publie avec Roy Barman Géochimie marine en 2011 et dirige des ouvrages collectifs Le Climat à découvert et L’Énergie à découvert  avec  Rémy Mosseri. Elle participe à l'ouvrage collectif L'Eau à découvert en 2015.
Elle est élue à la présidence du conseil académique de l'université fédérale de Toulouse-Midi-Pyrénées en septembre 2017 et elle est nommée au Conseil national de la culture scientifique, technique et industrielle en 2018.
Catherine Jeandel est membre de l'association Femmes et Sciences.

## Publications
- Géochimie marine avec Roy Barman, 2011
- (dir.) Le climat  à découvert : outils et méthodes en recherche climatique, Paris, CNRS Éditions, 2011, 285 p. (ISBN 978-2-271-07198-9)
- (dir.) L’énergie à découvert, Paris, CNRS Éditions, 2013, 345 p. (ISBN 978-2-271-07678-6)
- L’Eau à découvert, Paris, CNRS Éditions, 2015, 365 p. (ISBN 978-2-271-08829-1)

## Prix et distinctions
Catherine Jeandel est lauréate de la médaille de bronze du CNRS en 1992.
Elle est chevalier de la Légion d’honneur en 2008 et officier de l'ordre du Mérite en 2013.
Elle reçoit en 2018 le prix et la médaille Georges Milot de l'Académie des sciences pour sa contribution à l'étude du comportement des métaux et des terres rares dans l’océan et est Geochemical Fellow de la Geochemical Society et l'European Association of Geochemistry (en),.